# Vallouise
Vallouise – miejscowość i dawna gmina we Francji, w regionie Prowansja-Alpy-Lazurowe Wybrzeże, w departamencie Alpy Wysokie. W 2013 roku liczba ludności wynosiła 784 mieszkańców. 
W dniu 1 stycznia 2017 roku z połączenia dwóch ówczesnych gmin – Pelvoux oraz Vallouise – utworzono nową gminę Vallouise-Pelvoux. Siedzibą gminy została miejscowość Pelvoux. 